# Mänskligheten (musikalbum)
Mänskligheten är ett album av den svenska artisten Familjen. Albumet släpptes den 5 maj 2010.
Singlarna När planeterna stannat och Det var jag blev hits på Trackslistan under året.

## Låtlista
| Nr  | Titel                    | Längd |
| --- | ------------------------ | ----- |
| 1.  | It Began In Hässleholm   |       |
| 2.  | När planeterna stannat   |       |
| 3.  | Mitt bästa               |       |
| 4.  | Djungelns lag            |       |
| 5.  | Viggo                    |       |
| 6.  | Vinter i april           |       |
| 7.  | Socker                   |       |
| 8.  | Det var jag              |       |
| 9.  | Vems lilla hjärta flyger |       |
| 10. | Man ser det från månen   |       |
| 11. | Bethnahrin               |       |

## Listplaceringar
| Lista (2010) | Topplacering |
| ------------ | ------------ |
| Sverige      | 17           |

### Fotnoter
1. ↑  ”Arkiverade kopian”. Arkiverad från originalet den 11 augusti 2010. https://web.archive.org/web/20100811112443/http://www.familj-en.com/nyheter/manskligheten/. Läst 31 januari 2011.
2. ↑  Listplacering